# Cabo de Kolka

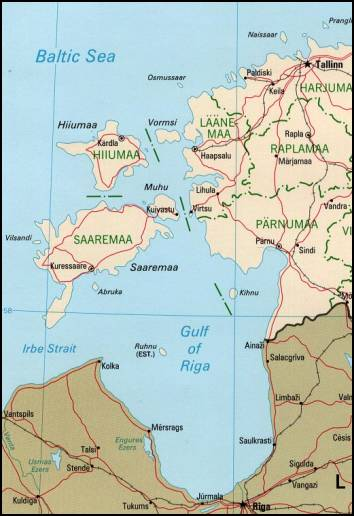
El cabo de Kolka a la izquierda del mapa, entre el estrecho de Irbe y el golfo de Riga.

El cabo de Kolka (Kūolka nanā en livonio, Kolkasrags en letón) es un cabo del mar Báltico, cerca de la entrada del golfo de Riga, en la costa Livoniana en la región de Curlandia, en Letonia.

## Clima
| Parámetros climáticos promedio de Kolka | Parámetros climáticos promedio de Kolka | Parámetros climáticos promedio de Kolka | Parámetros climáticos promedio de Kolka | Parámetros climáticos promedio de Kolka | Parámetros climáticos promedio de Kolka | Parámetros climáticos promedio de Kolka | Parámetros climáticos promedio de Kolka | Parámetros climáticos promedio de Kolka | Parámetros climáticos promedio de Kolka | Parámetros climáticos promedio de Kolka | Parámetros climáticos promedio de Kolka | Parámetros climáticos promedio de Kolka | Parámetros climáticos promedio de Kolka |
| Mes                                     | Ene.                                    | Feb.                                    | Mar.                                    | Abr.                                    | May.                                    | Jun.                                    | Jul.                                    | Ago.                                    | Sep.                                    | Oct.                                    | Nov.                                    | Dic.                                    | Anual                                   |
| --------------------------------------- | --------------------------------------- | --------------------------------------- | --------------------------------------- | --------------------------------------- | --------------------------------------- | --------------------------------------- | --------------------------------------- | --------------------------------------- | --------------------------------------- | --------------------------------------- | --------------------------------------- | --------------------------------------- | --------------------------------------- |
| Temp. máx. abs. (°C)                    | 13.0                                    | 14.3                                    | 17.3                                    | 23.5                                    | 27.4                                    | 30.2                                    | 30.3                                    | 32.1                                    | 29.3                                    | 21.5                                    | 15.9                                    | 11.5                                    | 32.1                                    |
| Temp. máx. media (°C)                   | 0.8                                     | 0.5                                     | 3.3                                     | 8.1                                     | 13.6                                    | 17.9                                    | 21.1                                    | 20.6                                    | 16.2                                    | 10.4                                    | 5.4                                     | 2.4                                     | 10                                      |
| Temp. media (°C)                        | -0.8                                    | -1.6                                    | 0.5                                     | 4.6                                     | 9.5                                     | 14.0                                    | 17.2                                    | 16.9                                    | 13.1                                    | 8.0                                     | 3.8                                     | 0.8                                     | 7.2                                     |
| Temp. mín. media (°C)                   | −2.3                                    | −3.5                                    | -2.1                                    | 1.2                                     | 5.5                                     | 10.3                                    | 13.6                                    | 13.4                                    | 10.0                                    | 5.7                                     | 2.2                                     | -0.5                                    | 4.5                                     |
| Temp. mín. abs. (°C)                    | -27.9                                   | -31.5                                   | -21.9                                   | -8.1                                    | -7.1                                    | -0.3                                    | 4.3                                     | 1.0                                     | -3.2                                    | -5.8                                    | -9.1                                    | -18.9                                   | -31.5                                   |
| Precipitación total (mm)                | 41.5                                    | 34.6                                    | 33.4                                    | 31.8                                    | 32.0                                    | 60.3                                    | 74.0                                    | 77.6                                    | 58.1                                    | 71.7                                    | 54.1                                    | 48.4                                    | 617.5                                   |
| Días de lluvias (≥ 1 mm)                | 10.8                                    | 9.2                                     | 8.0                                     | 7.2                                     | 6.3                                     | 8.7                                     | 8.7                                     | 9.9                                     | 9.0                                     | 12.4                                    | 11.3                                    | 11.6                                    | 113.1                                   |
| Horas de sol                            | 30.6                                    | 64.7                                    | 148.2                                   | 214.8                                   | 270.3                                   | 284.4                                   | 265.9                                   | 226.2                                   | 161.6                                   | 94.5                                    | 31.4                                    | 26.7                                    | 1819.3                                  |
| Fuente: infoclimat.fr                   |                                         |                                         |                                         |                                         |                                         |                                         |                                         |                                         |                                         |                                         |                                         |                                         |                                         |